# Росхауптен
Росхауптен (нем. Roßhaupten) — община в Германии, в земле Бавария. 
Подчиняется административному округу Швабия. Входит в состав района Восточный Алльгой.  Население составляет 2120 человек (на 31 декабря 2010 года). Занимает площадь 39,10 км².